# جک اسمیت (بازیکن فوتبال، زاده ۱۸۹۵)
جک اسمیت (انگلیسی: Jack Smith; ۲ آوریل ۱۸۹۵ – ۱ سپتامبر ۱۹۴۶) بازیکن فوتبال اهل بریتانیا بود.
از باشگاه‌هایی که در آن بازی کرده‌بود می‌توان به باشگاه فوتبال بولتون واندررز، باشگاه فوتبال بری، باشگاه فوتبال رنجرز، باشگاه فوتبال روچدیل و باشگاه فوتبال کیلمارنوک اشاره کرد.